# Мокрински партизански одред
Мокрински партизански одред је био партизанска јединица у саставу Народноослободилачке војске и партизанских одреда Југославије током Другог светског рата у Југославији.

## Историјат
Мокрински партизански одред формиран је средином јула 1941, развијајући своја дејства у најевернијем делу Баната, на простору између Мокрина, Крстура и Падеја. За команданта је изабран Урош Кузманов, а за политичког комесара Васа Јолић. Први борци тог одреда, њих око 30, били су сви наоружани.
Имали су пушке, доста муниције, велики број мина и ручних бомби. Изводили су диверзантске акције на комуникације и препаде на војнополицијске патроле. Дању су партизани боравили у кукуризима око салаша, којих је у околини Мокрина било доста, а ноћу су користили салашарске просторије, обезбеђујући их истуреним стражама. Доласком нових бораца, одред је брзо нарастао на тридесетак људи. Августа 1941. спојен је са борцима Кикиндског партизанског одреда који су успели да се пробију из обруча на Симићевом салашу и тада је створен Мокринско-кикиндски партизански одред, за чијег је команданта постављен Ђура Оличков, а дотадашњи командант Мокринског одреда постао је његов заменик. Дејства новог одреда током августа и септембра одликовала су се смјелошћу, бројним и успелим акцијама,
нарочито диверзијама.